# Дуб (геральдика)
Дуб (дубовий лист, гілки та жолудь) — природна негеральдична гербова фігура.
Символ моці, витривалості, довголіття та шляхетності, а також слави. Як емблему доблесті та мужності дуб (дубовий лист, дубову гілку, дубовий вінок, дубову гірлянду) використовують у військових знаках різниці багатьох країн. У геральдиці позначає видатний шляхетний рід, визнання його заслуг, військову міць і давню владу. Теж значення у геральдиці можуть мати окремо зображені жолуді. На думку герольдмейстера Капаччо Джуліо, дуб символізує досягнення чеснот, добрі діяння, невинність і скромність, а якщо стоїть на землі, то повалену міць.

## Історія
У Стародавній Греції, Скандинавії, Німеччині та слов'яномовних країнах дуб присвячувався богу блискавки та грому Зевсу Громовержцю, оскільки вважалося, що дуб може витримати удар блискавки. За давньогрецькою легендою у Геракла була палиця з дуба, звідки його образ із міфології перейшов у щитоутримувачі під назвою «Дика людина», яка мала палицю, а іноді й вінок на голові. Дуб вважався чоловічим деревом, але богині-матері Кібела та Юнона були пов'язані з дубом, а дріади були його німфами.
У Стародавній Європі дуб був найбільш шанованим деревом у друїдів і кельтів, у яких він символізував вісь світу, був природним храмом і асоціювався з силою та відвагою і які поклонялися як окремим деревам, так і святим дубовим гаям, під якими приносилися людські жертви. Саме тому з запровадженням тут католицизму, почалося безжальне і повсюдне винищення найдавніших екземплярів дубів, як головного предмета язичницьких культів. Дане ставлення до дуба в язичницькій культурі наклало свій відбиток і на європейську геральдику, де тільки на початку XIX століття, в епоху класицизму та романтизму, починають повертатися емблеми пов'язані з дубом, хоча потай дубовий лист іноді проникав у готичну орнаментику.
Стародавні слов'яни та литовці присвячували дуб богу грому та блискавки Перуну (Громовнику) та Перкунасу.
У християнстві дуб позначає віру і чесноту. Під мамврійським дубом, Аврааму з'явився Господь, а за деякими повір'ями Христа розіп'яли на хресті з дуба.
У революційну епоху у Франції дуб, на згадку про галльської традиції, символізував свободу, надію і наступність. Його екземпляри були оголошені громадськими пам'ятниками, які охороняються законом, біля їхнього підніжжя селяни спалювали поміщицькі цінні папери, під їхнім покровом підписували важливі документи та вимовляли цивільні клятви.

### Дубовий вінок

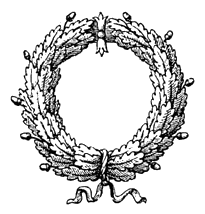
Громадянська дубова корона

У Стародавньому Римі вінок з дубового листя був найвищою нагородою полководцю-переможцю, звідки він перейшов у герби як знак перемоги у виграній битві. Після перемоги до диктаторського пучка імператора чи консула підв'язували ще дубовий (або лавровий) вінок, що дозволяло сповіщати народ про славну подію. Дубовим вінком нагороджували воїна, який урятував у бою життя римського громадянина, вважається однією з найдавніших військових відзнак.

### Дубовий жолудь

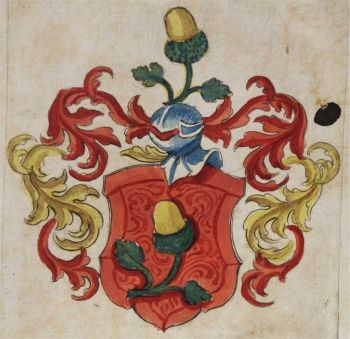
Жолудь на шляхетському гербі Вайслінів

Жолудь — символ родючості, процвітання, духовної енергії, що виростає із зерна істини. Будучи частиною давньоскандинавської міфології, де був культ дуб, жолудь був підношенням богу грози Тору. Його зображення зустрічається на кельтських різьблених виробах. Колір жолудів на зображеннях: зелений, коричневий, золотий і червоний, що дає різні варіації їхнього символічного значення, дозволяє вживати стосовно події та осіб різного рангу. У стародавній геральдиці зустрічаються і пурпурові жолуді, що означають шляхетну, великодушну могутність. Дуб з жолудів емблема — зрілості, повної сили, без жолудів емблема — юної доблесті.

### Дубова гілка

Дубова гілка

У російській геральдиці дубова гілка почала застосовуватися лише з кінця ХІХ століття. У липні 1882 року вона була внесена у Великий Державний герб як лівий бік вінка (права лаврова гілка). У вигляді двох перехрещених гілок можна зустріти в гербах Римських Пап: Юлія II та Олександра VII.

### Дубовий лист

Дубові листки та жолудь на емблемі 93-тьої окремої механізованої бригади «Холодний Яр»

Колір геральдичного дубового листя може бути: зеленим, срібним і золотим. У Російській імперії дубове листя або гілки разом із золотими жолудями використовувалися для прикраси земельних губернських та обласних гербових щитів, а також у гербах градоначальників, які зв'язувалися орденськими стрічками.
Емблема широко використовується в радянській геральдиці — на військових орденах та медалях, значках, пам'ятках військової слави, що зображувалися на монетах СРСР випуску починаючи з 1922 року. Зображення дубового листя було внесено до сполученої емблеми військової організації Варшавського договору. У НДР дубовий лист трактувався як класично — емблема військової, так і трудової доблесті.

## Геральдика

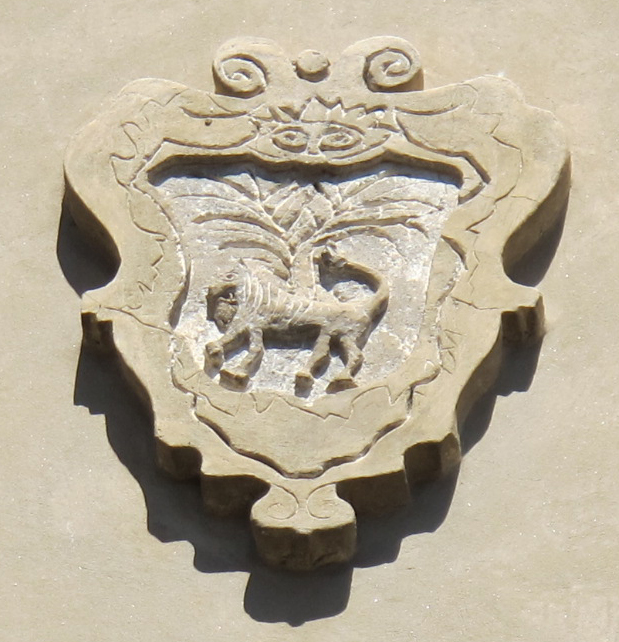
Герб комуни Суверето, Італія

Стовбур, гілки, листя і жолуді — всі ці частини дерева вживалися в європейській та російській геральдиці. З численного числа роду дубів у геральдиці використовуються лише три різновиди: дуб звичайний (Quercus robur), дуб кам'яний (Quercus ilex), дуб бурґундський (Quercus cerris). У промовистому гербі Пізанської комуни Суверето зображений корковий дуб (Quercus suber). Зазвичай як герольди, і геральдисти словом «дуб» позначають всі його різновиди, без уточнення деталей. Часто дуб зображується в зменшеному вигляді з великим листям, яке в такому випадку легко впізнається. Вкрай рідко зустрічаються зображення дуба охопленого полум'ям, яке блазонується, як «займистий» (як правило «червоного кольору»). Листя і жолуді можуть зображуватися «перекинутими». Іноді в гербах зазначена фортеця зрубана саме з дубових колод (Арськ).

## Застосування

Шляхетський герб Дуб

У річпосполитській геральдиці є герб Дуб.
В українській геральдиці використовувалося як символ міста Стародуб та Стародубщини.
Дуб, дубове листя, дубові гілки, жолуді, дубовий вінець зображуються в територіальній геральдиці: Стародуб, Дубровно, Верв'є, Маасейк, Дубна, Дубівка, Оффенбах-ам-Майн, Гаґен, Айхштетт, Островськ, Ашерслебен, Валміера, Повенець, Кандава, Сестрорєцьк, Лофт, Ланген, провінції Біскайя та інші.
У дворянських і князівських родах росії: Гундурови, Ромоданівські, Ромоданівські-Ладиженські, Хілкові, Гагаріни та інші.

## Галерея

Емблема Франції
Емблема Італії
Герб Сан-Марино
Герб Латвії
Дерево та вінок навколо Герба Країни Басків, Іспанія
Герб Айхаха, Баварія
Герб Айхгальдена, Баден-Вюртемберг
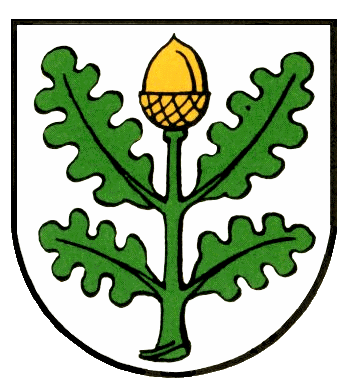
Герб колишнього муніципалітету Айхальден (сьогодні частина Зіммерсфельда), Баден-Вюртемберг
Драйайхенхайн (округ Драйайх), Гессен
Герб Еберсвальде, Бранденбург
Три дерева, Ехем, Шлезвіг-Гольштейн
Гілка з листям і жолудями в гербі Айхберга, Швейцарія
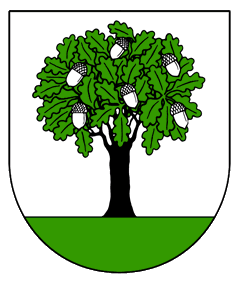
Герб Айхена (Шопфхайм), Баден-Вюртемберг
Стилізований дуб, що складається з трьох листків і двох жолудів, на гербі Айхенау, Баварія
Обернені кольори в гербі Айхігта, Саксонія
Пень на гербі Гросенраде, Шлезвіг-Гольштейн
Гердеке поблизу Гаґена, Північний Рейн-Вестфалія
Дубове листя як почесний вінок: Гавана (Куба)
Колишній герб Герне, Північний Рейн-Вестфалія
Герб Кроппа, Шлезвіг-Гольштейн
Герб Ланген, Гессен
Подвійний дуб у гербі Лофта, Шлезвіг-Гольштейн
Герб Меллендорфа в муніципалітеті Ведемарк, Нижня Саксонія
Листя на гербі Тіммерла, Нижня Саксонія
Герб Стародуба, Гетьманщина (1696)
Герб Кривого Рогу
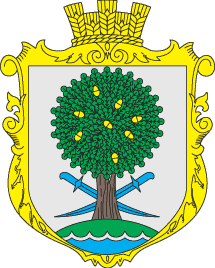
Герб Райківщини, Україна
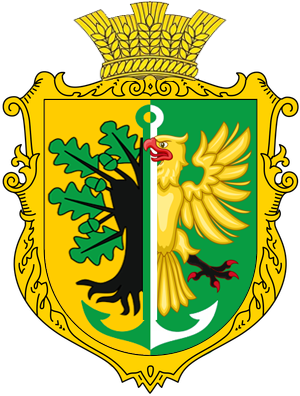
Дуб-орел на гербі Боцманового
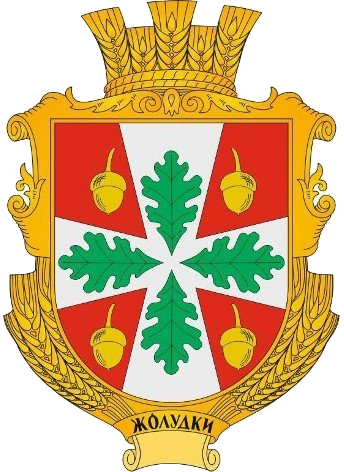
Герб Жолудків
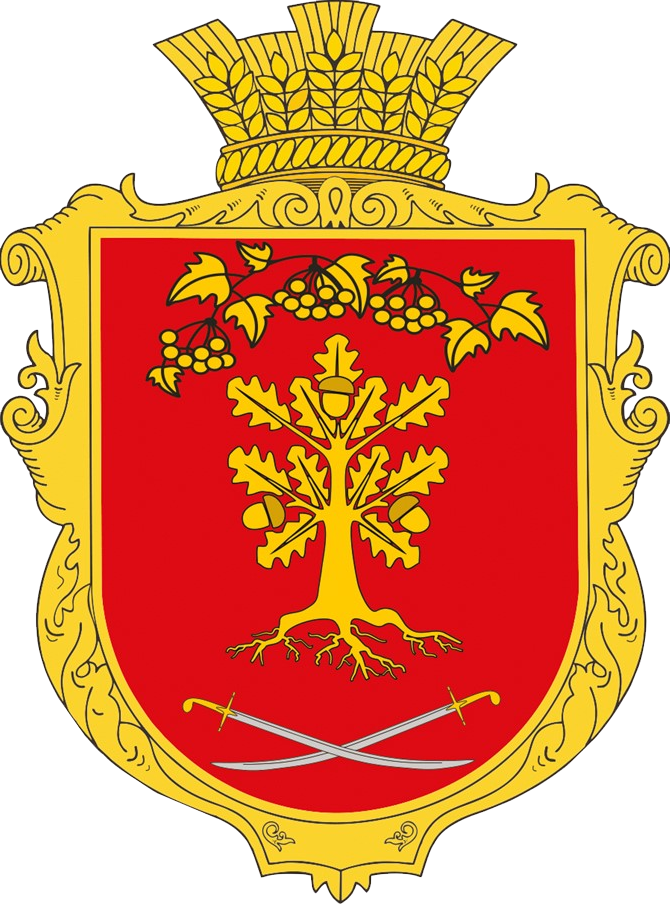
Герб Карпівської сільської громади